# Wodarg (Werder)
Wodarg ist ein Ortsteil der Gemeinde Werder im Landkreis Mecklenburgische Seenplatte in Mecklenburg-Vorpommern. Der Ort gehört dem Amt Treptower Tollensewinkel an.

## Lage
Wodarg liegt rund neun Kilometer nordöstlich von Altentreptow im Tollensetal. Umliegende Ortschaften sind Kölln im Norden, Siedenbollentin im Südosten, Werder im Süden, Kessin im Südwesten und Weltzin im Nordwesten.
Wodarg liegt an der Kreisstraße 65 und rund drei Kilometer nördlich der Landesstraße 273. Unmittelbar westlich führt die Bundesautobahn 20 an Wodarg vorbei, die Anschlussstelle Altentreptow liegt rund fünf Kilometer vom Ort entfernt. Die Bundesstraße 199 und die Anschlussstelle Anklam liegen sieben Kilometer nördlich von Wodarg.

## Geschichte

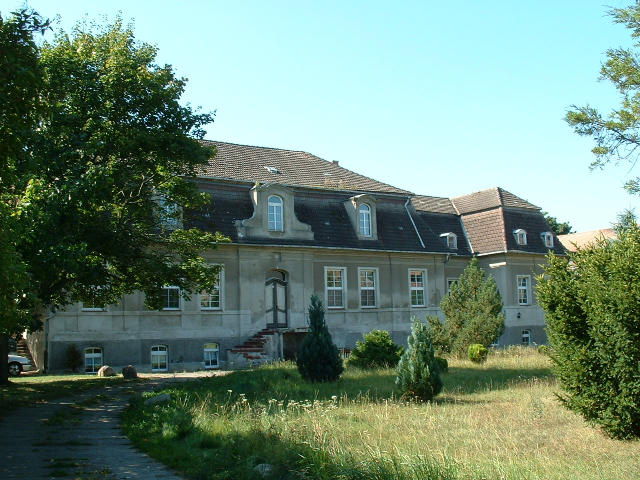
Gutshaus Wodarg

Im Jahr 2003 wurden bei Grabungen im Zuge des Baus der Bundesautobahn 20 unweit von Wodarg Reste einer slawischen Marktsiedlung gefunden. Diese Siedlung entstand vermutlich im 9. Jahrhundert an einer wichtigen Handelsroute zwischen Hamburg und Stettin. Bei dieser Siedlung handelt es sich vermutlich um die im Jahr 1248 erstmals urkundlich erwähnte heutige Wüstung Conerow, die etwa 2,4 Kilometer nordwestlich von Wodarg lag und von der noch eine Burgruine vorhanden ist.
Wann das heutige Wodarg gegründet wurde, ist bis heute nicht vollständig geklärt. Im Jahr 1733 wurde in Wodarg das Gutshaus erbaut. Das Gut Wodarg befand sich bis 1762 im Besitz der Familie von Walsleben und wurde dann an Peter Ernst Meyenn verkauft. Über die von Preen gelangte das Gut Wodarg im Jahr 1877 in den Besitz des Freiherrn Helmuth von Maltzahn-Gültz. Das Gutshaus in Wodarg erhielt 1919 einen seitlichen Anbau nach Plänen von Wilhelm von Tettau. Es ist im Ursprung ein eingeschossiger, siebenachsiger Putzbau; zum Gutshof gehört außerdem ein englischer Landschaftspark.
Von 1895 bis zur Stilllegung der Strecke in den 1940er-Jahren hatte Wodarg einen Haltepunkt an der Bahnstrecke Demmin–Altentreptow Landesbahn. Bis 1945 wurde das etwa 900 Hektar große Gut Wodarg von der Familie von Maltzahn bewirtschaftet, diese wurde schließlich im Zuge der Bodenreform in der Sowjetischen Besatzungszone enteignet. Der letzte Besitzer Gerhard von Maltzahn galt seitdem als verschollen, er wurde wohl von der Sowjetarmee erschossen. In dem Gutshaus waren nach dem Zweiten Weltkrieg Flüchtlinge aus den deutschen Ostgebieten untergebracht, später wurde es als Gaststätte und Konsum genutzt.
Am 1. Juli 1950 wurde Wodarg nach Werder eingemeindet. Am 25. Juli 1952 kam das Dorf zum Kreis Altentreptow (DDR-Bezirk Neubrandenburg), der nach der Wiedervereinigung in Landkreis Altentreptow umbenannt und am 12. Juni 1994 mit den Landkreisen Demmin und Malchin zum Landkreis Demmin fusioniert wurde. Seit der Auflösung des Landkreises Demmin am 4. September 2011 gehört Wodarg zum Landkreis Mecklenburgische Seenplatte.

## Dorfkirche
Die Dorfkirche von Wodarg ist ein verputzter Backsteinbau aus dem 19. Jahrhundert. Am Ostgiebel der Kirche befindet sich ein Wappenrelief der Familie von Walsleben. Der Altar der Kirche stammt aus dem 18. Jahrhundert, die Glocke wurde 1801 von Gottlieb Becker in Stettin gegossen. Wodarg gehört zur Kirchengemeinde Siedenbollentin, die Kirche war früher eine Filialkirche von Werder.

## Persönlichkeiten
- Günther von Maltzahn (1910–1953), Jagdflieger im Zweiten Weltkrieg, wurde in Wodarg geboren